# Необарок
Необарок, нов барок или втори барок е термин, използван за произведение на изкуството, което притежава важни аспекти на стила барок, но не е от периода на същинския барок. Произведението може да е музика, архитектура, живопис или приложни изкуства, но най-често терминът се използва за музика или архитектура.
Стилът се появява във втората половина на 19 век, като става особено популярен след 1880 година. Смята се за проява на историцизма, който заменя класицизма.
Необарокът се използва особено при театрите – още същинският барок предизвиква бум в сценичните изкуства. В късната фаза на историцизма общата ориентация към Ренесанса отстъпва на заден план и в многобройни постройки се изолзва необарок.
В Австрия необарокът има и патриотични конотации, тъй като се свързва с културния и политически възход на страната в началото на 18 век. В късната си фаза необарокът съжителства с ар нуво, който отчасти повлиява.